# وشنام فقيرمحمد
وشنام فقيرمحمد (بالفارسية: وشنام فقیرمحمد) هي قرية تقع في البلدة المركزية في إيران. يقدر عدد سكانها بـ 91 نسمة بحسب إحصاء 2016.